# Dominique Marie Hồ Ngọc Cẩn
Dominique Marie Hồ Ngọc Cẩn (Ba Châu, 3 dicembre 1876 – Bùi Chu, 28 novembre 1948) è stato un vescovo cattolico vietnamita.

## Biografia
Dominique Marie Hồ Ngọc Cẩn nacque il 3 dicembre 1876 a Ba Châu, parrocchia del villaggio di Vĩnh Lưu del comune di Phú Lương, nel distretto Phú Vang nella provincia di Thua Thien Hue. Nel 1889 entrò nel seminario minore An Ninh di Quảng Trị e nel 1896 entrò nel seminario Phú Xuân di Huế.
Fu ordinato presbitero il 20 dicembre 1902. Dopo l'ordinazione sacerdotale fu nominato viceparroco di Kẻ Văn, occupandosi di aprire corsi per l'alfabetizzazione di bambini e adulti e nel 1907 fu nominato parroco della parrocchia di Kẻ Hạc. Nel 1910 fu nominato professore di latino e francese per il seminario minore An Ninh, primo insegnate vietnamita del seminario. Nel 1923 fu nominato parroco della parrocchia di Trường An; aiutò il vescovo Eugène Allys ad istituire una Congregazione del Sacro Cuore e l'anno seguente ne fu nominato superiore.
L'11 marzo 1935 papa Pio XI lo nominò Vicario apostolico coadiutore di Bùi Chu, assegnandogli la sede titolare di Zenobia. Ricevette l'ordinazione episcopale il 29 giugno seguente per imposizione delle mani dell'arcivescovo Victor Colomban Dreyer. Succedette al governo della diocesi il 17 giugno 1936, primo vescovo vicario di Bùi Chu di origine vietnamita.
La prima difficoltà che dovette affrontare fu la mancanza di sacerdoti e di personale per l'amministrazione diocesana, per tanto riformò le varie mansioni per semplificare il lavoro di parroci e missionari. Fu attento alla formazione dei seminaristi e nel 1940 poté riaprire il seminario maggiore di Bùi Chu, chiuso dal 1931. Consapevole di dover garantire un contatto pratico tra la fede e la quotidianità, istituì diverse associazioni laiche come gruppi di preghiera e associazioni per i giovani. Il 20 agosto 1946 la Santa Sede approvò la fondazione della Congregazione della Madonna del Rosario di Bùi Chu e ufficialmente annunciata l'8 settembre successivo.
Resse il vicariato per dodici anni morendo a Bùi Chu il 28 novembre 1948, cinque giorni prima del suo settantaduesimo compleanno.

## Genealogia episcopale
La genealogia episcopale è:
- Cardinale Scipione Rebiba
- Cardinale Giulio Antonio Santori
- Cardinale Girolamo Bernerio, O.P.
- Arcivescovo Galeazzo Sanvitale
- Cardinale Ludovico Ludovisi
- Cardinale Luigi Caetani
- Cardinale Ulderico Carpegna
- Cardinale Paluzzo Paluzzi Altieri degli Albertoni
- Papa Benedetto XIII
- Papa Benedetto XIV
- Papa Clemente XIII
- Cardinale Marcantonio Colonna
- Cardinale Giacinto Sigismondo Gerdil, B.
- Cardinale Giulio Maria della Somaglia
- Cardinale Carlo Odescalchi, S.I.
- Vescovo Eugène de Mazenod, O.M.I.
- Cardinale Joseph Hippolyte Guibert, O.M.I.
- Cardinale François-Marie-Benjamin Richard de la Vergne
- Vescovo Marie-Prosper-Adolphe de Bonfils
- Cardinale Louis-Ernest Dubois
- Arcivescovo Victor Colomban Dreyer, O.F.M.
- Vescovo Dominique Marie Hồ Ngọc Cẩn